# David Lingmann
David Lingmann (* 20. August 1989) ist ein ehemaliger deutscher Skeletonpilot.
David Lingmann begann 2003 mit dem Skeletonsport und gehörte ab 2005 dem deutschen Nationalkader an. Er startete bis 2008 für den BSR Oberhof, seitdem für den RT Suhl und war Mitglied der Sportfördergruppe der Thüringer Polizei. Schon 2004 nahm er an den Deutschen Meisterschaften teil und erreichte Platz 25. Bei den Junioren-Meisterschaften wurde er 12. 2005 erreichte er Platz sieben bei den Junioren-Meisterschaften, bei den Meisterschaften wurde er Achter, 2006 gewann er bei den Junioren hinter Matthias Biedermann und Patrick Schürer Bronze, bei den Herren wurde er 12.
Im Februar 2006 debütierte er international im Skeleton-Europacup 2005/06 und wurde 20. in Winterberg. Schon in seinem zweiten Rennen in Igls fuhr er als Sechstplatzierter unter die Besten zehn. In der Saison 2007/08 trat er im neu geschaffenen Skeleton-Intercontinentalcup an. Beste Resultate waren vierte Plätze in Winterberg und Lake Placid. In der Gesamtwertung wurde er Vierter. Die DM 2008 beendete er als Viertplatzierter und verpasste damit knapp eine Medaille. Alle vier Läufe waren so ausgeglichen, dass sie innerhalb von vier Hundertstel Sekunden lagen. 2009 gewann er hinter Mirsad Halilovic und Florian Grassl bei der DM die Bronzemedaille. Bei der Junioren-Weltmeisterschaft 2009 gewann er hinter seinem Landsmann Sandro Stielicke und vor Alexander Gassner Silber. International hatte sich Lingmann erneut für den Intercontinentalcup qualifiziert. In Igls und am Königssee konnte er gegen Ende der Saison Dritter werden. In der Gesamtwertung wurde er Fünfter.
Die Saison 2009/10 begann Lingmann erfolgreich im Interconti-Cup. In drei der vier ersten Saisonrennen belegte er den zweiten Platz. Bei den Juniorenweltmeisterschaften 2010 in St. Moritz wurde er Dritter hinter Gassner und Alexander Kröckel. Außerdem wurde er in Altenberg Deutscher Meister vor Axel Jungk und Christian Baude. Den endgültigen internationalen Durchbruch schaffte er in der folgenden Saison. In La Plagne gewann er zwei der acht Saisonrennen, wurde in zwei weiteren Rennen Zweiter und einmal Dritter. In der Gesamtwertung belegte er den ersten Platz. Die Saison 2011/12 bestritt Lingmann im Europacup. Mit drei Siegen und drei weiteren Podestplatzierungen konnte er auch diese Rennserie für sich entscheiden. Zum Abschluss der Saison gewann er bei den Junioren-Weltmeisterschaften in Igls die Bronzemedaille. In der Saison 2012/13 musste Lingmann verletzungsbedingt pausieren und sammelte erste Erfahrungen als Trainer. Zu Beginn der Saison 2013/14 gewann er erneut Bronze bei der Deutschen Meisterschaft. Er startete noch einmal im Intercontinentalcup, wo er als beste Platzierungen drei siebte Plätze erreichte und in der Gesamtwertung Sechster wurde. Nach der Saison beendete er seine aktive Karriere. Seitdem ist Lingmann als Nachwuchstrainer der Skeletonjugend am Stützpunkt Berchtesgaden tätig.